# سفين كراوس
سفين كراوس (بالألمانية: Sven Krauß)‏ ولد بتاريخ 6 يناير 1983 في هيرنبرغ، ألمانيا الغربية، هو دراج ألماني سابق في صنف سباق الدراجات على الطريق.

## وصلات خارجية
- الموقع%20الرسمي

## روابط خارجية
- سفين كراوس على موقع الاتحاد الدولي للدراجات (الإنجليزية)
- سفين كراوس على موقع أرشيف الدراجات (الإنجليزية)
- سفين كراوس على موقع إحصائيات الدراجات الإحترافية (الإنجليزية)
- سفين كراوس على موقع نسبة الدراجات (الإنجليزية)
- سفين كراوس على موقع CycleBase (الإنجليزية)